# Amt Neverin
La comunità amministrativa di Neverin (Amt Neverin) si trova nel circondario della Seenplatte del Meclemburgo, nel Meclemburgo-Pomerania Anteriore, in Germania.

## Suddivisione
Comprende i seguenti comuni (abitanti il 31 dicembre 2022):
1. Beseritz (119)
2. Blankenhof (720)
3. Brunn (1 048)
4. Neddemin (349)
5. Neuenkirchen (1 143)
6. Neverin * (1 012)
7. Sponholz (771)
8. Staven (365)
9. Trollenhagen (913)
10. Woggersin (505)
11. Wulkenzin (1 508)
12. Zirzow (342)

Il capoluogo è Neverin.